# Brännvinsförbudet i Norge
Brännvinsförbudet (norska: Brennevinsforbudet) var ett förbud mot starkare alkohol som gällde i Norge åren 1916-1927.

## Historia
Brännvinsförbudet infördes i Norge genom ett beslut i Stortinget i december 1916. Förbudet var bara avsett som tillfälligt i samband med jul- och nyårsfirandet. Innan Stortinget hann upphäva förbudet i början av 1917, bad polisen i de tre största städerna (Oslo, Trondheim och Bergen), att förbudet skulle fortsätta. Stortinget förlängde förbudet mot brännvinsförsäljning, och följde upp med förbud mot öl i klass 2 och 3, samt förbud mot starkvin (hetvin - vin med tillsatt sprit). Vanligt rött och vitt vin, samt starkvin utan tillsatt sprit, blev inte förbjudet, på grund av påtryckningar från Frankrike och Spanien. Starkvin- och ölförbuden upphävdes 1923. Brännvinsförbudet upphävdes 1927.

## Folkomröstningen 1919
År 1919 hölls det en folkomröstning om fortsatt förbud. Det avgavs 794 000 röster (66,2% valdeltagande). Omröstningen gav en klar majoritet för fortsatt förbud.
- 489 000 (62 %) röstade för förbud
- 305 000 (38 %) röstade emot förbud

Förbudet fick störst stöd på Vestlandet, Sørlandet och i Nord-Norge. Allra störst var stödet i Møre og Romsdal fylke (88,0%) och i Rogaland. Minst stöd var det på centrala Østlandet (Kristiania, nuvarande Oslo, omkring 21,0%).

## Folkomröstningen 1926
Problemen med förbudet blev efter hand tydliga för myndigheterna, varför det år 1926 hölls en ny folkomröstning. Det avgavs 954 000 röster (64,3% valdeltagande). Denna gång blev det en klar majoritet mot fortsatt förbud.
- 423 000 (44 %) var för fortsatt förbud
- 531 000 (56 %) var mot fortsatt förbud

Det var också denna gång stor skillnad på rösterna i olika delar av landet. I Oslo röstade 13,0% för fortsatt förbud, medan i Møre og Romsdal fylke röstade 77,2% för fortsatt förbud.
Det fanns två röstsedlar: "För brännvinsförbud" och "mot brännvinsförbud". Efteråt framförde nykterhetsrörelsen kritik mot röstningen, eftersom de menade att många hade missförstått röstsedlarna och röstat i motsats till vad de egentligen menade. Omröstningen ledde till att Stortinget avskaffade förbudet den 15 april 1927.